# Sacura boulengeri
Sacura boulengeri är en fiskart som först beskrevs av Phillip C. Heemstra , 1973.  Sacura boulengeri ingår i släktet Sacura och familjen havsabborrfiskar. Inga underarter finns listade i Catalogue of Life.